# Sigmophoranema rufum
Sigmophoranema rufum är en rundmaskart som först beskrevs av Nathan Augustus Cobb 1933.  Sigmophoranema rufum ingår i släktet Sigmophoranema och familjen Desmodoridae. Arten är reproducerande i Sverige. Inga underarter finns listade i Catalogue of Life.